# کیشورگانج
کیشورگانج (به لاتین: Kishoreganj) یک منطقهٔ مسکونی در بنگلادش است که در استان داکا واقع شده‌است.
 کیشورگانج ۱۱٫۳ کیلومتر مربع مساحت و ۱۰۳,۷۹۸ نفر جمعیت دارد.